# 西川順一
西川 順一（にしかわ じゅんいち、1980年12月5日 - ）は、NHKのアナウンサー。

## 人物
千葉県鴨川市出身。千葉県立長狭高等学校を経て、千葉大学を卒業後、2005年（平成17年）4月に入局。
小学校、中学校、高等学校の教員免許を所持している。趣味はスポーツ観戦、人間観察、半身浴。
主にプロ野球、柔道、水泳などのスポーツ実況と地域報道を担当している。
エピソード
- 福岡Paypayドームで開催されるソフトバンクホークス主催試合の中継で、共に実況・リポーターを務めることの多い早瀬雄一とのコンビは、局内では「福岡局の博多ゆういち・じゅんいち」と称されている[注釈 1][6]。

## 現在の出演番組
- 各種スポーツ中継 （NHKプロ野球[7]、高校野球（甲子園大会[8]、福岡県予選）、柔道[9]、水泳[10]、バレーボール[11]、ハンドボール[12]、テニス[13]、バスケットボール[14]、高校駅伝（福岡県予選）など）

## 過去の出演番組

### 山形放送局時代（2005年6月 - 2009年7月）
- 山形県のニュース・中継・リポート[15]
- 生活ほっとモーニング 「発見!とっておきの旅」（2008年6月5日）[16]
- NHKニュースおはよう日本（2009年4月、遊佐町からの中継リポーター）

### 金沢放送局時代（2009年7月 - 2013年8月）

#### スポーツ系
- 2012ぎふ清流国体 - バスケットボール 少年女子・決勝 （実況、2012年10月2日）[17]
- 第67回全日本ソフトテニス選手権（実況、2012年11月4日）[18]　など

#### 報道・情報・バラエティー他
- 石川県のニュース・中継・リポート[19]／ニュースいしかわ845
- かがのとイブニング（月曜「マンデースポーツ」担当）
- アイデア対決・全国高等専門学校ロボットコンテスト2012 - 東海北陸地区大会 - （実況、2012年12月6日）[20]
- ひるブラ 「温泉渓谷 水辺トレッキング～石川県加賀市　山中温泉～」（2013年6月4日、7月8日）[21][22]

### 新潟放送局時代（2013年8月 - 2017年7月）

#### スポーツ系
- 高校野球100年のものがたり わがふるさとのベストゲーム 「新潟県」(BS1、2015年7月27日）[23]
- 第70回国民体育大会〜2015紀の国わかやま国体〜バレーボール 少年女子・決勝（実況、2015年9月30日）[24]
- 全国中学校体育大会 競泳（2016年8月27日）[25]
- 第18回全日本学生柔道 体重別団体優勝大会（2016年10月30日）[26]
- 講道館杯全日本柔道体重別選手権 決勝（実況、BS1・2016年11月13日）[27]　など

#### 報道・情報・バラエティー他
- 新潟県のニュース[28]／新潟ニュース845
- あさイチ 「JAPAなび 新潟 妙高市 バブルのスキー場が大変身!」（2013年10月10日）[29]
- 2016年4月の熊本地震発生直後、熊本放送局に応援で派遣され、災害情報を中心にローカルニュースを担当した。

### 福岡放送局時代（2017年7月 - 2021年10月）

#### スポーツ系
- 講道館杯全日本柔道体重別選手権（実況・BS1、2017年11月11日）[30]
- 第69回日本ハンドボール選手権 男子・決勝 「大崎電気」対「トヨタ車体」（実況、2017年12月24日）[31]
- 第41回全国高校柔道選手権 「個人」（実況・BS1、2019年3月23日）[32]
- 実感ドドド!スポーツのチカラ スペシャル「間もなく開幕!プロ野球からのメッセージ」（2020年6月19日）[33]
- プロ野球2020「ソフトバンク」対「ロッテ」（R1・実況、2020年10月27日）[34]
- NHK福岡開局90年特番「みんなが出るテレビ！生放送SP」（オンライン運動会・実況、2020年12月12日）[35]
- 令和2年度 全日本女子柔道選手権（実況・BS1、2020年12月27日）[36]
- Vリーグ2020-21 女子ファイナルステージ セミファイナル第2試合「JTマーヴェラス」対「NECレッドロケッツ」（実況・BS1、2021年02月20日）[37]　など

#### 報道・情報・バラエティー他
- 福岡県、および九州沖縄のNHKニュース (テレビ・ラジオ)
- （特に）日曜から月曜、もしくは月曜から火曜のラジオニュース（九州沖縄）の泊まり勤務担当[注釈 2]　〈※日曜から月曜、月曜（休日）から火曜の担当の時は 20:55 - 21:00のNHKニュース(テレビ番組)（九州沖縄）も兼任する。〉
- おはよう九州沖縄（土日祝・ローテーション制）
- ニュース845福岡（ローテーション制）
- はっけんラジオ（ローテーション制）[38]
- 爆笑オンエアバトルＦオンライン「オンエア勝ち取るのは上位8組!伝説の番組が復活」（司会、2021年3月26日）[39][40]

### 東京アナウンス室時代（2021年11月 - 2024年8月）
- マイあさ!（2022年2月28日 - 3月4日、2024年1月15日、1月16日・吉松欣史、上野速人のキャスター代行）
- ひるのいこい（同上）